# Jens Christian Djurhuus
Jens Christian Djurhuus, född 21 augusti 1773, död 21 november 1853, även känd som Sjóvarbóndin, var den första poet som skrev på färöiska. Han är mest känd för dikten "Ormurin langi". Han var far till Jens Hendrik Djurhuus.